# U.S. Route 16
U.S. Route 16 (också kallad U.S. Highway 16 eller med förkortningen  US 16) är en amerikansk landsväg genom delstaterna Wyoming och South Dakota. Den går ifrån Yellowstone National Park i Wyoming i väster till Rapid City i South Dakota i öster och har en längd av 869 km. Vägen passerar igenom städerna Newcastle, Wyoming och Buffalo, Wyoming.